# Renate Schlenzig

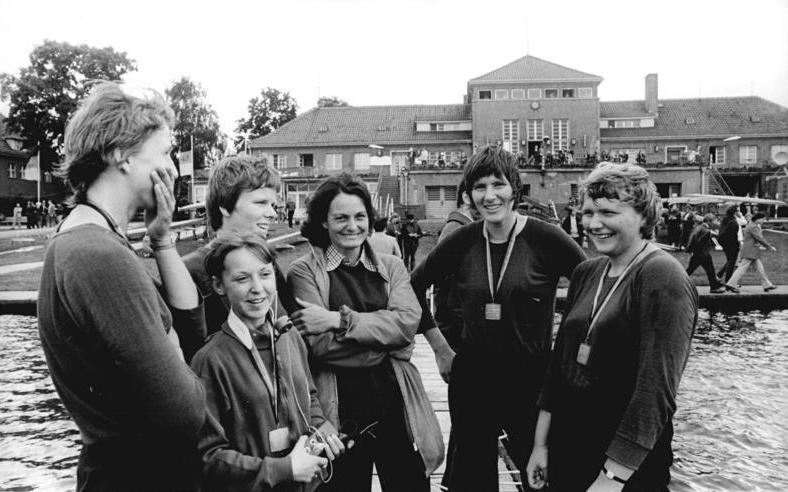
Renate Schlenzig (Zweite von rechts) nach dem Gewinn der DDR-Meisterschaften im Vierer 1974

Renate Schlenzig (* 6. Juli 1944) ist eine ehemalige Ruderin aus der DDR.
Von 1967 bis 1974 gewann Renate Schlenzig jeweils eine Medaille beim internationalen Saisonhöhepunkt.
Die 1,86 m große Renate Schlenzig vom SC DHfK Leipzig war 1967, 1970 und 1972 DDR-Meisterin im Achter. 1969 siegte sie zusammen mit Hanna Mitter im Zweier ohne Steuerfrau. Fünf DDR-Meistertitel gewann sie von 1970 bis 1974 im Vierer mit Steuerfrau.
International gewann Schlenzig vier Europameistertitel von 1967 bis 1970 und drei EM-Silbermedaillen von 1971 bis 1973. 1974 fanden erstmals Ruder-Weltmeisterschaften in den Frauen-Bootsklassen statt, Renate Schlenzig siegte 1974 im Vierer.

## Internationale Medaillen
(EM=Europameisterschaften; WM=Weltmeisterschaften)
- 1967 EM: 1. Platz im Vierer mit Steuerfrau (Barbara Koch, Marita Berndt, Renate Schlenzig, Christine Schmidt und Steuerfrau Ulrike Skrbek)
- 1968 EM: 1. Platz im Achter (Renate Weber, Renate Boesler, Rosemarie Schmidtke, Ursula Pankraths, Gabriele Kelm, Renate Seyfarth, Renate Schlenzig, Marlis Wegener und Steuerfrau Gudrun Apelt)
- 1969 EM: 1. Platz im Achter (Barbara Behrend-Koch, Renate Boesler, Rosemarie Lorenz, Renate Schlenzig, Gabriele Kelm, Ursula Pankraths, Hanna Mitter, Marita Berndt und Steuerfrau Gudrun Apelt)
- 1970 EM: 1. Platz im Achter (Barbara Behrend-Koch, Renate Boesler, Ute Marten, Christa Staack, Gabriele Rotermund, Rosel Nitsche, Renate Schlenzig, Marita Berndt und Steuerfrau Gudrun Apelt)
- 1971 EM: 2. Platz im Achter (Renate Boesler, Gunhild Blanke, Susanne Spitzer, Brigitte Ahrenholz, Christa Staack, Rosel Nitsche, Renate Schlenzig, Ute Bahr-Marten und Steuerfrau Gudrun Apelt)
- 1972 EM: 2. Platz im Vierer mit Steuerfrau (Renate Schlenzig, Sabine Dähne, Angelika Noack, Rosel Nitsche und Steuerfrau Gudrun Apelt)
- 1973 EM: 2. Platz im Achter (Monika Mittenzwei, Renate Kruska, Irina Müller, Ilona Richter, Henrietta Dobler, Renate Schlenzig, Christa Staack, Helma Mähren und Steuerfrau Sabine Brincker)
- 1974 WM: 1. Platz im Vierer mit Steuerfrau (Renate Schlenzig, Sabine Dähne, Angelika Noack, Rosel Nitsche und Steuerfrau Christa Karnath)